# Religionsfreiheit in Polen
Religionsfreiheit in Polen wird durch die Verfassung garantiert. Die Lage der Religionsfreiheit in dem Land wird von Experten als vergleichsweise positiv bewertet, wobei einige Berichte gewisse Restriktionen unter der von der rechten Partei PiS geführten Regierung beklagen, die bis 2023 regierte, bzw. Verschlechterungen für deren Regierungszeit aufzeigen.

## Normierung

### Verfassungsrechtlicher Rahmen
Artikel 53 der Verfassung der Republik Polen enthält Bestimmungen zur Gewissens- und Religionsfreiheit. Absatz 1 des Artikels stellt fest, dass die Gewissens- und Religionsfreiheit gewährleistet ist:
„Die Gewissens- und Religionsfreiheit müssen für jeden gewährleistet werden.“
Absatz 2 von Artikel 53 der Verfassung führt näher aus, welche Aspekte insbesondere unter den Schutzbereich der Religionsfreiheit fallen:
„Die Religionsfreiheit schließt die Freiheit ein, sich zu einer Religion zu bekennen oder eine Religion durch persönliche Entscheidung anzunehmen sowie diese Religion allein oder in Gemeinschaft, öffentlich oder privat durch Gottesdienst, Gebet, Teilnahme an Zeremonien, Durchführung von Riten oder Unterricht zu bekunden. Die Religionsfreiheit umfasst auch den Besitz von Heiligtümern und anderen Kultstätten zur Erfüllung der Bedürfnisse der Gläubigen sowie das Recht von Einzelpersonen, unabhängig davon, wo sie sich befinden, religiöse Dienste zu nutzen.“
Absatz 3 von Artikel 53 der Verfassung enthält Bestimmungen zur religiösen Erziehung durch die Eltern:
„Die Eltern haben das Recht, ihren Kindern eine moralische und religiöse Erziehung und Unterweisung im Einklang mit ihren Überzeugungen zu gewährleisten. Die Bestimmungen von Artikel 48, Absatz. 1 sind entsprechend anzuwenden.“
Absatz 4 von Artikel 53 der Verfassung enthält Bestimmungen zum Religionsunterricht an Schulen:
„Die Religion einer Kirche oder einer anderen gesetzlich anerkannten religiösen Organisation darf in den Schulen gelehrt werden, jedoch darf dadurch die Religions- und Gewissensfreiheit anderer Menschen nicht verletzt werden.“
Absatz 5 von Artikel 53 der Verfassung enthält eine Schrankenregelung für die öffentliche Religionsausübung:
„Die Freiheit der öffentlichen Religionsausübung darf nur durch ein Gesetz und nur dann eingeschränkt werden, wenn dies zum Schutz der staatlichen Sicherheit, der öffentlichen Ordnung, der Gesundheit, der Sittlichkeit oder der Freiheiten und Rechte anderer erforderlich ist.“
Absatz 6 von Artikel 53 der Verfassung hebt hervor, dass niemand gezwungen werden darf, an religiösen Handlungen teilzunehmen (im Sinne der negativen Religionsfreiheit). Gleichzeitig wird festgehalten, dass niemand davon abgehalten werden darf, an religiösen Handlungen teilzunehmen (im Sinne der positiven Religionsfreiheit):
„Niemand darf gezwungen werden, an religiösen Handlungen teilzunehmen oder nicht teilzunehmen.“
Gemäß Absatz 7 von Artikel 53 der Verfassung ist es den staatlichen Behörden zudem verboten, den Glauben einer jeden Person ohne deren Zustimmung in Erfahrung zu bringen:
„Niemand darf von den Organen der Staatsgewalt gezwungen werden, seine Lebensanschauung, seine religiösen Überzeugungen oder seinen Glauben offen zu legen.“

### Völkerrechtlicher Rahmen
Polen hat den Internationalen Pakt über bürgerliche und politische Rechte am 2. März 1967 unterzeichnet und am 18. März 1977 ratifiziert, der unter Artikel 18 das Recht auf Gedanken-, Gewissens- und Religionsfreiheit ausformuliert.
Polen ist ein Mitglied der International Religious Freedom or Belief Alliance.

## Herausforderungen mit Blick auf die Religionsfreiheit und Gefährdungen der Religionsfreiheit

### Straftaten und Hasskriminalität gegen Religionsgemeinschaften
Das Büro der nationalen Staatsanwaltschaft meldete für das Jahr 2022 insgesamt 418 Fälle, in denen Staatsanwälte wegen Delikten ermittelte, die aus einer gegen eine bestimmte Religionsgemeinschaft gerichtete Motivation heraus begangen worden sind. 2021 wurde noch in 471 Fällen ermittelt. 292 der für 2022 registrierten Fälle wurden als antisemitisch motiviert eingestuft, 61 Fälle als anti-muslimisch und weitere 65 Fälle als anti-römisch-katholisch.

### Antisemitische und islamophobe Äußerungen von Politikern verschiedener Parteien
Medien- und NGO-Berichte haben Äußerungen und Handlungen von Politikern mehrerer im polnischen Parlament vertretener Parteien dokumentiert, die in den entsprechenden Berichten als islamophob bzw. muslimfeindlich oder antisemitisch eingestuft werden. Eine zusammenfassende Zusammenstellung dieser gesammelten Äußerungen befindet sich im Bericht des U.S. State Departments zur Lage der Religionsfreiheit in Polen. Betroffen sind demnach Politiker der Rechtsaußenparteien Prawo i Sprawiedliwość (PiS), Konfederacja Korony Polskiej (KKP) und Kukiz’15 (K’15).